# Campeonato de España de Ciclismo en Ruta 1947
El XLVI Campeonato de España de Ciclismo en Ruta se disputó en Madrid el 29 de junio de 1947 sobre un recorrido de 150 kilómetros con seis vueltas al circuito de la Cuesta de Las Perdices en formato de contrarreloj.   
El ganador fue el corredor Bernardo Capó que se colocó líder a partir de la cuarta vuelta. Bernardo Ruiz y Miguel Gual completaron el podio.  

## Clasificación final
| Pos. | Ciclista            | Equipo | Tiempo    |
| ---- | ------------------- | ------ | --------- |
| 1.   | Bernardo Capó       | -      | 4h 03'33" |
| 2.   | Bernardo Ruiz       | -      | a 50"     |
| 3.   | Miguel Gual         | -      | a 6'09"   |
| 4.   | Julián Berrendero   | -      | a 8'40"   |
| 5.   | Joaquín Olmos       | -      | a 8'45"   |
| 6.   | Delio Rodríguez     | -      | a 11'32"  |
| 7.   | Antonio Martín      | -      | a 12'35"  |
| 8.   | Dalmacio Langarica  | -      | a 14'07"  |
| 9.   | Bernardo Sastre     | -      | a 14'39"  |
| 10.  | Antonio Sancho      | -      | a 14'58"  |
| 11.  | Vicente Carretero   | -      | a 16'49"  |
| 12.  | Vicente Miró        | -      | a 20'08"  |
| -    | Julián Aguirrezabal | -      | s.c.      |